# Aglaophenia pseudoplumosa
Aglaophenia pseudoplumosa is een hydroïdpoliep uit de familie Aglaopheniidae. De poliep komt uit het geslacht Aglaophenia. Aglaophenia pseudoplumosa werd in 1997 voor het eerst wetenschappelijk beschreven door Watson. 